# Família Esclero
Esclero (em grego: Σκληρός; romaniz.: Skleros; plural: Σκληροί, Skleroi; forma feminina: Σκλήραινα, Skleraina ou Scleraena; em latim: Sclerus) foi uma família nobre bizantina ativa principalmente nos séculos IX a XI como membros da aristocracia militar, e depois como funcionários civis.

## História

### Origem e primeiros membros

Ásia Menor

A família é originária da Armênia Menor ou do Tema de Sebasteia, no nordeste da Ásia Menor. Devido à sua origem, seus membros foram tradicionalmente reconhecidos como armênios, embora nada seja explicitamente atestado. Eles estavam relacionados mais especificamente com a área em torno de Melitene, na Mesopotâmia Superior, onde um membro da família foi ativo nos anos 840, e onde se centraram as rebeliões de Bardas Esclero nos anos 970 e 980. Após isso, parecem ter movido a base deles para o Tema Anatólico, onde são registrados como tendo grandes propriedades rurais no século XI.
Embora a família pertencesse à aristocracia militar anatólica, no século IX seus membros são principalmente atestado como ativos nos Bálcãs: o primeiro Esclero conhecido foi um estratego do Peloponeso em 805, e em 811, o mesmo ofício foi ocupado por Leão Esclero, possivelmente um filho ou sobrinho do anterior. Outro membro de nome desconhecido é registrado nos anos 840 como servindo os árabes e estando em conflito com Ambros (Omar Alacta), o emir de Melitene, possivelmente indicando a perda de influência da família durante a dinastia amoriana. A família parece ter recuperado uma posição proeminente sob Basílio I, o Macedônio (r. 867–886), com o magistro e antípato Teodoro Esclero registrado em 869-870. Seus filhos Antônio e Nicetas tornaram-se patrícios, com Antônio servindo como estratego de Hélade e Nicetas possivelmente como almirante da frota imperial (drungário da frota), enquanto ele também é registrado como liderando uma embaixada para os magiares em 894.
Os Escleros caíram na obscuridade durante o reinado de Leão VI, o Sábio (r. 886–912), que favoreceu as famílias Ducas e Focas. Em contrapartida, os Escleros parecem ter apoiado a usurpação de Romano Lecapeno: o general Pantério, que tinha sido provisoriamente identificado como um membro do clã Esclero, tornou-se estratego de Licando, do Tema Tracesiano e finalmente doméstico das escolas por um curto período em 944-945, antes de ser substituído por Bardas Focas, o Velho, após a queda dos Lecapenos do poder.

### Bardas Esclero e o ápice da família

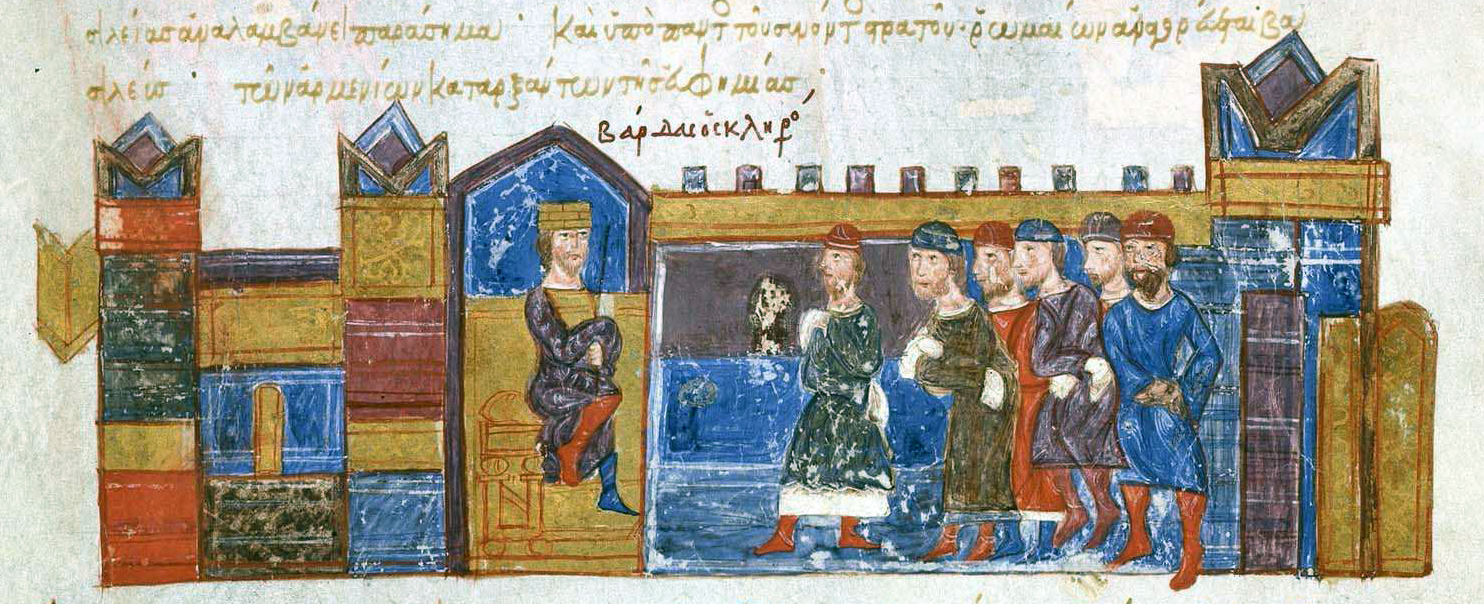
Proclamação de Bardas Esclero como imperador.
Iluminura do Escilitzes de Madrid.

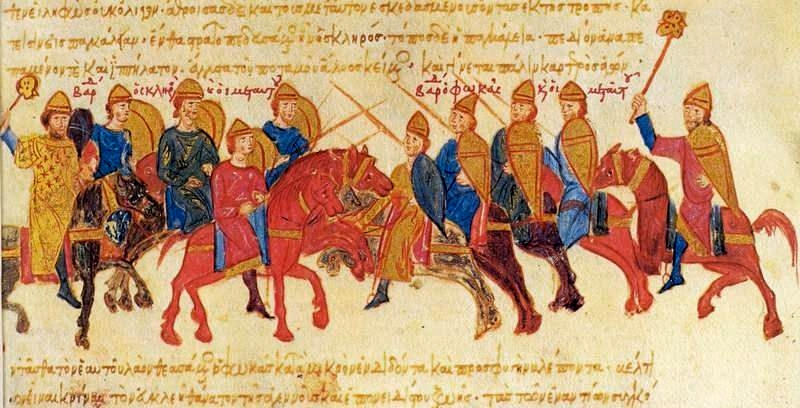
Confronto entre os exércitos de Esclero e Bardas Focas.
Iluminura do Escilitzes de Madrid

O membro mais ilustre da família, Bardas Esclero, aparece pela primeira vez em 956 como patrício e estratego do pequeno tema fronteiriço de Calúdia. Os irmãos de Bardas casaram nas famílias mais proeminentes da aristocracia militar: Constantino Esclero casou-se com Sofia Focaina, a sobrinha de Nicéforo II Focas (r. 963–969), enquanto Maria Escleraina casou-se com o sobrinho de Nicéforo Focas, João I Tzimisces (r. 969–973). A última conexão foi de particular importância para a fortuna da família: embora ela tenha morrido antes de ascensão de Tzimisces ao trono em 969, os Escleros foram promovidos por ele para posições seniores no Estado. Bardas foi nomeado como doméstico das escolas do Oriente, suprimindo a revolta do clã Focas liderada por Bardas Focas, o Jovem, e derrotando os rus' em 970. Apesar de um período de desgraça em 972-974, relacionado com uma conspiração contra Tzimisces, os Escleros permaneceram entre as famílias mais proeminentes durante seu reinado. Em 972 Tzimisces casou a filha de Constantino Esclero, Teofânia Esclerina, com o sacro imperador romano-germânico Otão II (r. 973–983).
A morte de Tzimisces em 976 trouxe outra mudança na posição da família: o poderoso paracemomeno, Basílio Lecapeno, que assumiu a tutela do jovem imperador Basílio II Bulgaróctono (r. 976–1025), considerou Bardas Esclero como uma ameaça para o novo regime, e rebaixou-o a duque da Mesopotâmia. Como resultado, Bardas rebelou-se em na primavera de 976, mas foi derrotado por um exército imperial sob Bardas Focas, o Jovem em 979 e forçado a procurar refúgio no Califado Abássida junto com seu irmão Constantino, e filho, Romano. Em 987, os Escleros regressaram ao Império Bizantino, e lançaram uma nova tentativa para conquistar o trono. Desta vez Bardas Escleros aliou-se com Focas contra Basílio II, mas foi traído e preso por Focas, só sendo libertado após a derrota e morte deste último. Esclero renovou sua resistência contra Basílio II por alguns meses, mas finalmente reconciliou-se com o imperador, sendo honrado com o título de curopalata e autorizado a retirar-se com seu irmão para Didimoteico. O destino do seu filho Romano Esclero é incerto: permaneceu em serviço militar ativo, e W. Seibt sugere que serviu como duque de Antioquia, mas o posto foi ocupado no período por Miguel Burtzes. De acordo com J.-C. Cheynet, Romano pode ter sido o vice de Burtzes ou mesmo um estratopedarca ou doméstico das escolas.

### Ascensão e declínio noséculo XI
Ao contrário de seus rivais de outros, os Focas, os Escleros conseguiram sobreviver e mantiveram altos cargos sob Basílio II e seus sucessores. Basílio Esclero, um filho de Romano, é atestado como patrício sob Constantino VIII (r. 1025–1028), quando foi exilado e parcialmente cegado, mas foi reabilitado sob Romano III Argiro (r. 1028–1034), irmão da sua esposa Pulquéria. Tornou-se magistro e estratego do Tema Anatólico, antes de ser exilado novamente c. 1032/1033.
Basílio Esclero e Pulquéria Argiropolina tiveram uma filha, Helena Escleraina, que tornou-se a segunda esposa de Constantino Monômaco, mais tarde imperador Constantino IX Monômaco (r. 1042–1055). Sob o governo de Monômaco, dois outros Escleros, Romano e Maria, possivelmente os filhos de um irmão de Basílio aparecem e ganham proeminência. Maria Escleraina tornou-se amante de Constantino IX, enquanto seu irmão ascendeu de estratego do Tema Tracesiano para o posto supremo de proedro e o posto de duque da Antioquia. Sua rivalidade com Jorge Maniaces contribuiu para a rebelião do último, e ele foi um dos principais apoiantes da bem-sucedida revolta de Isaac I Comneno (r. 1057–1059). Pode até mesmo ter sido promovido a doméstico das escolas sob Isaac ou seu sucessor, Constantino X Ducas (r. 1059–1068).
A família declinou em importância depois disso, e a maioria dos Escleros do final do século XI foram oficiais civis ao invés de líderes militares. Entre os mais importantes destes estão: o protonobilíssimo e logóteta do dromo Andrônico Esclero; o protoproedro e curopalata Nicolau Esclero, que serviu como grande drungário da guarda; o protoproedro e curopalata Miguel Esclero, exísota e juiz civil dos temas da Macedônia e da Trácia; e o magistro Leão Esclero, governador civil dos temas Anatólico e Opsiciano e cartulário do vestiário.

### Escleros dos séculos XII-XIV
Os Escleros não se casaram com os membros da dinastia comnena (1081–1185) e por conseguinte foram afastados do poder. Do século XII, membros da família Esclero aparecem apenas raramente nas fontes: um certo Set Esclero foi cegado em 1166/1167 por praticar magia; um Romano Esclero, que viveu na virada do século XIII e provavelmente manteve grandes propriedades rurais; um sebasto Esclero, proprietário rural em Serres em 1336; e um Demétrio Esclero, oficial da metrópole de Zicno (próximo de Serres) em 1362.